# Marc-Antoine Pellis
Marc-Antoine Pellis (Marc-Antoine-Samuel Conod) (* 30. Juni 1753 in Romainmôtier; † 7. März 1809 in Lausanne) war ein Schweizer Unternehmer und Politiker.

## Leben
Der Sohn des Pfarrers Jean-Henri und Marie Grobéty unternahm mehrere Europareisen und wurde Hauslehrer in Amsterdam. 1786 heiratete er Susanne, die Tochter des Kaufmanns Jean-Jacob Sulzer. Im Mai 1791 wurde in Soveillame ihr Sohn Louis Rodolphe Pellis geboren.
Im Kanton Waadt nahm er 1791 an den Revolutionsbanketten teil und musste flüchten. Nach dem Verkauf der Herrschaft Soveillame ließ er sich 1793 als Kaufmann in Bordeaux nieder, wo er 1798–1801 Handelskommissar der Helvetischen Republik war.
Bei einer seiner Reisen in die Schweiz errichtete er in St. Gallen eine mechanische Baumwollspinnerei. 1801 führte er die erste Spinnmaschine in der Schweiz ein, eine mule-jenny des britischen Erfinders Samuel Crompton.
Als Mitglied der gesetzgebenden Versammlung und des helvetischen Senats lehnte er 1801 das Gesuch um den Anschluss der Waadt an Bern ab. 1802 war er Gesandter an der Pariser Consulta, 1806–1809 Zollherr in Lausanne sowie 1808–1809 Waadtländer Grossrat und Lausanner Stadtrat.

## Veröffentlichungen
- Élémens de l’histoire de l’ancienne Helvétie et du canton de Vaud. 2 Bde., Lausanne 1806